# پارانگکیچ چالامپان
پارانگکیچ چالامپان (به لاتین: Parangkich Chaalampan) یک منطقهٔ مسکونی در سری‌لانکا است که در استان شمالی (سری‌لانکا) واقع شده‌است.